# Robertsia vaamondei
Robertsia vaamondei is een vliesvleugelig insect uit de familie Pteromalidae. De wetenschappelijke naam is voor het eerst geldig gepubliceerd in 2005 door van Noort & Rasplus.